# Louisa (Virginia)
Louisa è un comune degli Stati Uniti d'America, situato nello Stato della Virginia, nella contea di Louisa, della quale è il capoluogo.